# New Adventures in Hi-Fi
New Adventures in Hi-Fi — десятий студійний альбом американського рок-гурту R.E.M., виданий в 1996 році. Це була остання платівка гурту, в створенні якої брали участь: барабанщик Білл Беррі (він покинув гурт наступного року за власною ініціативою), менеджер Джефферсон Голт і продюсер Скотт Літт (який продюсував попередні п'ять дисків колективу).

## Учасники запису
«How the West Was Won and Where It Got Us»Записана на студії Bad Animals Studio в Сієтлі, США
- Білл Беррі — ударні, «посвистування Енніо»
- Пітер Бак — гітара, мандоліна, бузукі, бас-гітара
- Майк Міллз — бас-гітара, фортепіано, бек-вокал, синтезатор
- Майкл Стайп — вокал, синтезатор

## Позиції в чартах
| Чарт            | Позиція |
| --------------- | ------- |
| Австралія       | 1       |
| Австрія         | 1       |
| Бельгія         | 1       |
| Велика Британія | 1       |
| Данія           | 1       |
| Європа          | 1       |
| Ірландія        | 1       |
| Італія          | 5       |
| Канада          | 1       |
| Нідерланди      | 1       |
| Німеччина       | 1       |
| Нова Зеландія   | 1       |
| Норвегія        | 1       |
| Португалія      | 2       |
| США             | 2       |
| Угорщина        | 7       |
| Фінляндія       | 1       |
| Франція         | 6       |
| Швейцарія       | 1       |
| Швеція          | 1       |
| Японія          | 26      |